# Neuilly-sur-Marne

Neuilly-sur-Marne en la Petite Couronne.

Neuilly-sur-Marne es una comuna francesa situada en el departamento de Sena-San Denis, de la región de Isla de Francia. Forma parte de la aglomeración urbana parisina y del Gran París.

## Demografía
| 581 | 621 | 624 | 749 | 935 | 945 | 974 | 973 | 1 021 | 1 105 | 1 205 | 2 051 | 2 560 | 3 646 | 4 794 | 6 097 | 6 374 | 3 118 | 4 118 | 4 432 | 5 621 | 6 271 | 8 654 | 10 415 | 11 224 | 10 541 | 12 798 | 15 082 | 22 543 | 30 168 | 31 195 | 31 461 | 32 754 | 33 422 | 34 005 | 36 535 |
| Para los censos de 1962 a 1999 la población legal corresponde a la población sin duplicidades (Fuente: INSEE [Consultar]) |     |     |     |     |     |     |     |       |       |       |       |       |       |       |       |       |       |       |       |       |       |       |        |        |        |        |        |        |        |        |        |        |        |        |        |

En 1892 se le segregó Neuilly-Plaisance.